# نيك إليس
نيك إليس (بالإنجليزية: Nick Ellis)‏ هو لغوي وعالم نفس أمريكي، ولد في 1953.